# Chołka
Chołka (ros. Холка) – wieś w Rosji, w rejonie kiczmiengsko-gorodieckim obwodu wołogodzkiego. W 2010 r. liczyła 12 mieszkańców.